# 高浪大桥
31°30′55″N 120°21′29″E / 31.51535°N 120.35806°E
高浪大桥，又称高浪桥、高浪路上跨桥，是位于中华人民共和国江苏省无锡市新吴区高浪路的一座大桥，跨京杭大运河。

## 特点
高浪大桥，位于高浪路上，跨京杭大运河。2004年建成通车，通车后高浪路与高浪立交工程均完成通车，构成无锡南部环形高速路网络。2007年，由无锡市市政设计研究院完成的高浪大桥项目获得2007年度江苏省优秀勘察设计三等奖。